# ОКК Спарс Сарајево
ОКК Спарс је босанскохерцеговачки кошаркашки клуб из Сарајева. Тренутно се такмичи се у Првој лиги Босне и Херцеговине и у Другој Јадранској лиги.

## Историја
Клуб је основан 2005. године и први пут се пласирао у другу лигу у сезони 2011/12. Већ наредне сезоне су освојили прво место и пласирали се у Прву лигу Босне и Херцеговине, по први пут у историји. ОКК Спарс је 16. децембра 2019. године потписао уговор о техничко-пословној сарадњи са КК Рилвејом Сарајево и представио нови лого. Циљ овога спајања два клуба је побољшање, реализација и размјена искуства и знања кошаркашког спорта у Босни и Херцеговини и ван њених граница. Како клуб наводи, тренутно је највећа кошаркашка база у Европи, са 43 пункта школе кошарке, 40 тренера и 16 такмичарских селекција.
Клуб је познат по раду са млађим категоријама. Учествовао је на завршном турниру јуниорске Евролиге у сезони 2014/15.

## Успеси

### Национални
- Првенство Босне и Херцеговине:
  - Финалиста (1): 2019.
- Куп Босне и Херцеговине:
  - Победник (1): 2020.
  - Финалиста (2): 2019, 2021.

### Међународни
- Друга Јадранска лига:
  - Финалиста (1): 2021.

## Учинак у претходним сезонама
| Сез.     | Првенство Босне и Херцеговине | Куп Босне и Херцеговине | Регионално такмичење                   | Европско такмичење |
| -------- | ----------------------------- | ----------------------- | -------------------------------------- | ------------------ |
| 2018/19. | Вицепрвак                     | Финалиста               | Друга Јадранска лига — Полуфинале      | —                  |
| 2019/20. | 3. место                      | Победник                | Друга Јадранска лига (прекинуто)       | —                  |
| 2020/21. | —                             | Финалиста               | Друга Јадранска лига — Финалиста       | —                  |
| 2021/22. | —                             | —                       | Друга Јадранска лига — Четвртфинале ПО | —                  |

## Познатији играчи
- Драшко Албијанић
- Един Атић
- Кенан Бајрамовић
- Адин Врабац
- Слободан Јовановић
- Ловро Мазалин
- Алексеј Николић
- Иван Опачак
- Немања Протић
- Миљан Пуповић
- Ђоко Шалић
- Бранислав Ђекић

## Познатији тренери
- Иван Опачак